# Dobříň
Dobříň (deutsch Doberschin, älter auch Dobern, Dobren) ist eine Gemeinde in Tschechien. Sie liegt vier Kilometer nordöstlich des Stadtzentrums von Roudnice nad Labem an der Elbe und gehört zum Okres Litoměřice.

## Geographie
Das Dorf in der Talmulde des Dobříňský potok befindet sich linkselbisch oberhalb von Raudnitzer an der Elbschleife. Südlich des Dorfes führt die Eisenbahntrasse zwischen Roudnice nad Labem und Prag, an der Dobříň einen Bahnhalt hat. Nordöstlich liegen mehrere Sandgruben und Baggerseen sowie der Ruderkanal Račice.
Nachbarorte sind Kyškovice im Norden, Kozlovice im Nordosten, Předonín im Osten, Bechlín im Südosten, Kalešov und Bezděkov im Süden, Roudnice nad Labem im Südwesten sowie Vědomice und Zavadilka im Westen.

## Geschichte
Die erste Erwähnung von Dobříň erfolgte 1295 in einer Urkunde Wenzels II., der den Ort dem Bistum Prag stiftete. Im Laufe der Zeit trug das Dorf auch die Bezeichnungen Dobřeň und Dobřín, bis im 20. Jahrhundert der heutige Name festgelegt wurde.
Das Dorf gehörte zur Herrschaft Raudnitz, zu deren Besitzer nach dem Bistum u. a. Puta von Schwihau gehörte. 1577 wurde die Herrschaft an Wilhelm von Rosenberg verkauft. Über dessen Witwe Polyxena von Lobkowicz gelangte der Ort an die Lobkowicz, die bis zur Aufhebung der Patrimonialherrschaften im Jahre 1848 dessen Besitzer blieben. 1851 erfolgte der Eisenbahnbau von Prag nach Dresden.
Beim Elbhochwasser von 2002 wurde Dobříň teilweise überflutet. Östlich des Ortes erfolgt der Abbau von Sand und Kies.

## Ortsgliederung
Für die Gemeinde Dobříň sind keine Ortsteile ausgewiesen.

## Sehenswürdigkeiten
- Geburtshaus von Josef Hora
- Villa des Baumeisters Beno Kabáta; hier wuchs die Schauspielerin Zita Kabátová auf und bewohnte die Villa bis zum Zweiten Weltkrieg

## Söhne und Töchter der Gemeinde
- Josef Hora (1891–1945), Dichter und Literaturkritiker